# Matej Metod Bella

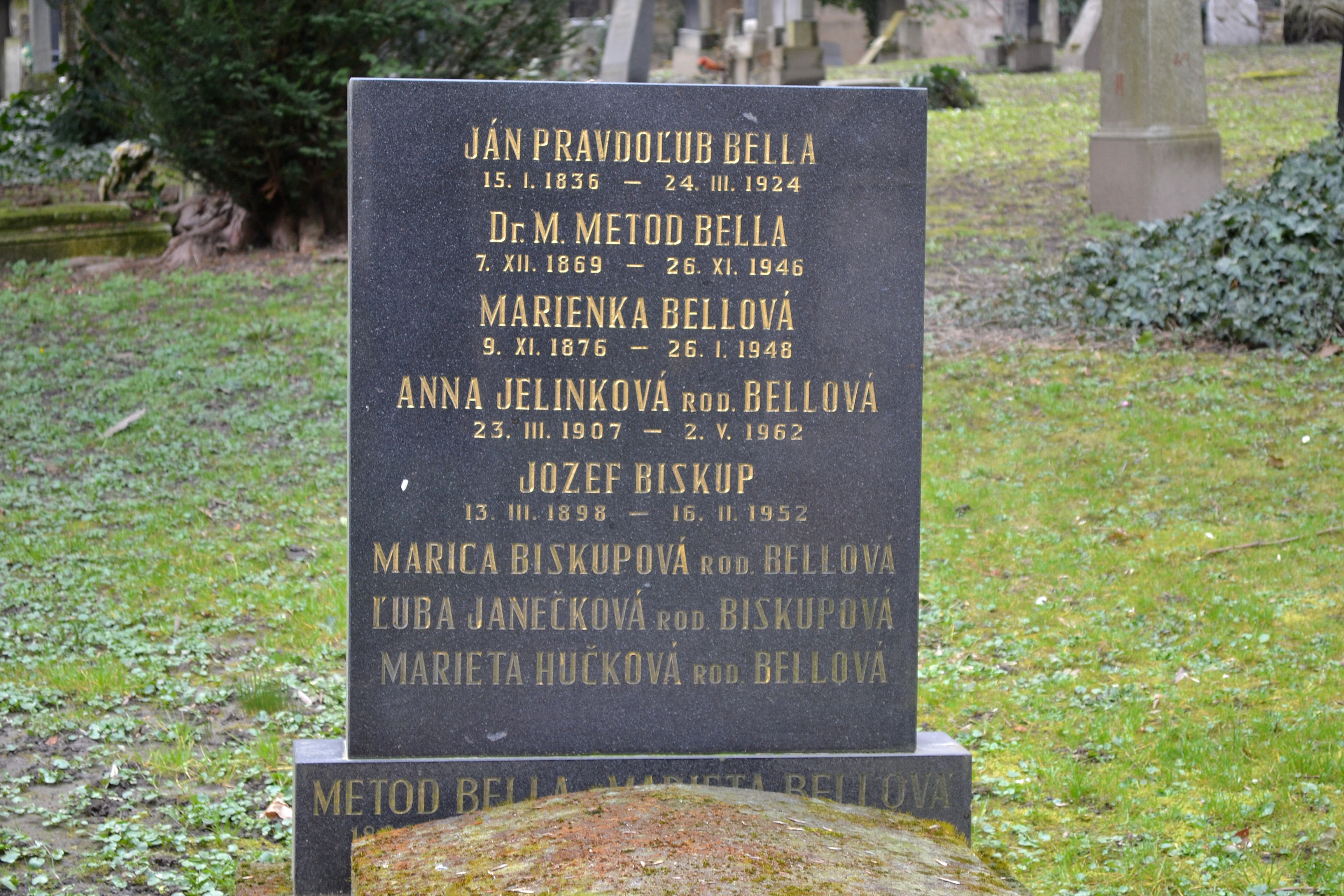
Rodinný hrob na hřbitově u Kozí brány v Bratislavě

Matej Metod Bella, uváděn též jako Methoděj nebo Metoděj (7. prosince 1869 Kostolné – 26. listopadu 1946 Čereňany), byl slovenský evangelický kněz, právník a československý politik; poslanec Revolučního národního shromáždění.

## Život
Matej Metod Bella se narodil jako syn publicisty Jána Pravdoľuba Belly a jeho manželky Anny rozené Fábryové. Studoval na gymnáziích v Békešské Čabě a Sarvaši, poté se věnoval studiu teologie v Prešpurku, Šoproni a Lipsku. Působil jako farář v Liptovském Trnovci (1894-1912), kde v roce 1905 založil čtenářský spolek, a následně v Ružomberku (od roku 1912). Při zaměstnání vystudoval ještě práva na Budapešťské univerzitě a v roce 1912 získal titul doktora práv.
V první dekádě 20. století patřil mezi nově nastupující politiky Slovenské národní strany. Ve volbách do Uherského sněmu roku 1906 byl jedním ze sedmi etnických Slováků, kteří získali mandát, a poslancem zůstal až do roku 1910. V době zániku Rakouska-Uherska se zúčastnil budapešťských porad o vytvoření Slovenské národní rady a v roce 1918 se stal členem jejího výkonného výboru. Byl signatářem Martinské deklarace.
V letech 1918-1919 zasedal v Revolučním národním shromáždění za slovenskou reprezentaci (slovenští poslanci Revolučního národního shromáždění ještě nebyli organizováni podle stranických klubů). Vykonával funkci místopředsedy parlamentu. Roku 1919 na členství v tomto zákonodárném sboru rezignoval a nahradil ho Matúš Dula.
V letech 1919–1928 byl županem bratislavské župy. Za první republiky se přiklonil k Milanu Hodžovi, který patřil mezi hlavní postavy Slovenské národní a rolnické strany, později politik Republikánské strany zemědělského a malorolnického lidu. Právě Hodža se zasadil o Bellovo jmenování předsedou Zemědělské rady pro Slovensko v roce 1928. Tuto funkci zastával až do roku 1938.
Od roku 1930 působil také jako zástupce Slovenska v Národní bance československé, kde nahradil Ľudovíta Medveckého. Coby jediný zástupce Slovenska v bankovní radě vykonával dozor nad její filiálkou v Bratislavě.
V roce 1938 odešel na odpočinek na svůj statek v Čereňanech, který získal v rámci pozemkové reformy.